# 大里章子
大里 章子（おおさと あきこ、1948年 - ）は、フリーの司会者または社員教育講師でもある。元テレビ西日本アナウンサー。

## 経歴・人物
1971年に共立女子大学文芸学部卒業後、テレビ西日本にアナウンサーとして入社。寿退社として1979年にフリーに転向し、フジテレビの『リビング11』の商品レポーターやテレビ東京の『三越テレショップ』の司会を務めている。その他に1990年からエヌアイパーソネル株式会社専任講師を担当したり、1992年から9年間の間、学校法人産能大学経営開発研究本部委嘱講師も務めていた。
また霞ヶ関ナレッジスクエアの社員教育講師として、電話応対のマナーやヒューマンスキルとしてのマナーを磨くでの講師を担当している。

## テレビ
1977年～1980年（毎年8月生放送）　24時間チャリティーマラソン番組、愛のチャリティーキャンペーン「こども病院をみんなの手で」（制作著作：テレビ西日本）※関口宏と共に24時間生放送MCを担当、毎年8月、当時福岡市南区高宮に所在した本社屋のスタジオ及び各所中継先からの生放送特別番組で4年間続いた。
| スタブアイコン | サブスタブ | この項目は、まだ閲覧者の調べものの参照としては役立たない、アナウンサーに関連した書きかけの項目です。この項目を加筆・訂正などしてくださる協力者を求めています（PJ:アナウンサー）。 |